# 時代をこえて
『時代をこえて』（ときをこえて）は、1981年5月21日にリリースされた松山千春の7枚目のオリジナル・アルバムである。

## 解説
「松山千春・承の時代3部作」として『浪漫』『木枯しに抱かれて』に続いてリリースされ、先行シングルの「長い夜」と、B面曲の「わかれ」は未収録となった。
1993年には日本コロムビアより松山千春オリジナル・アルバム・コレクションVol.03として再リリース。

## レコーディング
松山自身初の海外レコーディングで、アメリカのハワイとロサンゼルスにて行われた。

## アルバムジャケット
ジャケット写真はおすぎのプロデュース。その際に使用した肖像画は、北海道足寄町にある松山の実家の車庫に掲げてある。

## 収録曲
| 全作詞・作曲: 松山千春、全編曲: 大原茂人。 |                  |          |            |      |
| #                                          | タイトル         | 作詞     | 作曲・編曲 | 時間 |
| 1.                                         | 「夜」           | 松山千春 | 松山千春   | 5:07 |
| 2.                                         | 「この部屋」     | 松山千春 | 松山千春   | 3:48 |
| 3.                                         | 「とだえた言葉」 | 松山千春 | 松山千春   | 4:15 |
| 4.                                         | 「ダーリン」     | 松山千春 | 松山千春   | 4:17 |
| 5.                                         | 「時代をこえて」 | 松山千春 | 松山千春   | 5:04 |
| 合計時間:                                  | 合計時間:        | 22:31    |            |      |

| 全作詞・作曲: 松山千春、全編曲: 大原茂人。 |                  |          |            |      |
| #                                          | タイトル         | 作詞     | 作曲・編曲 | 時間 |
| 1.                                         | 「浜辺」         | 松山千春 | 松山千春   | 4:40 |
| 2.                                         | 「夢をのせて」   | 松山千春 | 松山千春   | 4:49 |
| 3.                                         | 「夏」           | 松山千春 | 松山千春   | 3:46 |
| 4.                                         | 「限りある命」   | 松山千春 | 松山千春   | 5:54 |
| 5.                                         | 「星をかぞえて」 | 松山千春 | 松山千春   | 4:08 |
| 合計時間:                                  | 合計時間:        | 23:17    |            |      |

## 参加ミュージシャン
- E.Guitar：松原正樹
- A.Guitar：笛吹利明・杉本喜代志
- Bass：長岡道夫
- Drums：島村英二
- Keyboard：大原茂人
- Percussion：ラリー須永
- Trumpet：数原晋
- Horn：長岡慎・山城雅之
- Flute：衛藤幸雄・相馬充
- Steel Guitar：尾崎孝
- Sax：斉藤清
- Trombone：新井英治
- Oboe：坂宏之
- Harmonica：八木のぶお
- Marimba：金山功
- Alto Sax, Clarinet：Jake H.Concepcion
- Strings：JOE アンサンブル
- Backing Vocal：Vennette Glound, Maxine Willard, Stephanie Spruill

## メディアでの使用
| #   | 曲名             | タイアップ              |
| --- | ---------------- | ----------------------- |
| A-5 | 「時代をこえて」 | 「'82北海道博覧会」CM曲 |
| B-3 | 「夏」           | ファンタ CMソング       |